# Voltampere

A potência aparente (S) é a soma vetorial entre a potência real (P) e os vetores de potência reativa (Q)

O voltampere (português europeu) ou volt-ampère (português brasileiro) (símbolo VA) é a unidade utilizada na medida de potência aparente em sistemas elétricos de corrente alternada. Um circuito de corrente alternada diz-se que transporta uma potência aparente (S) de 1 VA quando nele circula uma corrente eficaz de 1 ampere com uma diferença de potencial eficaz de 1 volt.
Em sistemas de corrente contínua e em sistemas de corrente alternada em fase, a potência aparente é igual à potência ativa. Nestes casos, o voltampere pode também ser aplicado para potência activa (P), como equivalente ao watt.
O voltampere reativo (símbolo var) é a unidade utilizada na medida de potência reativa (Q) em sistemas elétricos de corrente alternada.
A convenção de usar o voltampere para diferenciar entre potência aparente e potência real não é suportada pela norma SI, que proíbe a utilização de símbolos de unidades com o intuito de "fornecer informação específica" sobre uma quantidade.